# 黒の組曲
『黒の組曲』（くろのくみきょく）は、松本洋子による日本の漫画。
『なかよし』（講談社）1983年1月号と同年2月号に前後編が掲載された。全2話。単行本は同社の講談社コミックスなかよしより全1巻。1998年に講談社漫画文庫から刊行された『黒の輪舞（ロンド）』にも収録されている。

## 書誌情報
- 松本洋子 『黒の組曲』 講談社〈講談社コミックスなかよし〉、1983年6月6日第1刷発行、ISBN 4-06-108440-2
  - 表題作のほか、読み切り作品「天使は闇にほほえむ」「ベルが鳴ったら…」が同時収録されている。